# Hřbitov portugalských židů
Hřbitov portugalských židů (francouzsky Cimetière des Juifs Portugais) též Židovský hřbitov v La Villette (Cimetière israélite de la Villette) je bývalý židovský hřbitov v Paříži, který se nachází v ulici Rue de Flandre u domu č. 44 v 19. obvodu. Vznikl ve 2. polovině 18. století na malém pozemku v bývalém městě La Villette. Hřbitov má plochu 424 m2 a je zde 28 hrobů. Dnes se již k pohřbívání nepoužívá.

## Historie
Židovský hřbitov v této části města existoval již v 18. století, ale původně na sousedním pozemku. Bylo to v zahradě domu č. 46, což byl hostinec, který se v roce 1773 dostal do majetku pohodného, který zde pohřbíval i mrtvá zvířata. Jacob Rodrigue Péreire, první učitel hluchoněmých ve Francii proto 3. března 1780 koupil dům č.p. 44 a pozemek za 800 liber. Vytvoření hřbitova bylo povoleno záhy 7. března 1780 a první pohřeb se konal již 8. března. Hřbitov byl uzavřen 18. února 1810, kdy vzniklo židovské oddělení na hřbitově Père Lachaise.
Hřbitov byl 3. ledna 1966 zapsán na seznam historických památek  a je jedinou takto chráněnou náboženskou památkou v 19. obvodu.

## Přístup
Hřbitov je pro běžné návštěvníky jen obtížně přístupný, protože se nachází ve dvoře budovy. Případnou návštěvu je proto nutné dohodnout u Centrální konzistoře v Paříži, která je jeho majitelem.